# Олег (Одесская область)
Олег (укр. Олег) — село, относится к Великомихайловскому району Одесской области Украины.
Население по переписи 2001 года составляло 35 человек. Почтовый индекс — 67142. Телефонный код — 8-04859. Занимает площадь 0,13 км². Код КОАТУУ — 5121684604.

## Местный совет
67142, Одесская обл., Великомихайловский р-н, с. Славяносербка, ул. Молодёжная, 57